# Gelis hammari
Gelis hammari là một loài tò vò trong họ Ichneumonidae.